# Lorius chlorocercus
Il lori mentogiallo (Lorius chlorocercus) è un uccello della famiglia degli Psittaculidi, endemico delle isole Salomone.